# 破晓之爱
《破晓之爱》（羅馬化：Maya Rasamee），是三度改编的泰国影视作品。1975年的原版为泰语电影。1996年的改编版通过泰国第3电视台播出。新版则由Dara Video制作，翁莎功·波拉玛塔功与黛薇卡·霍内领衔主演，2012年4月28日起至2012年6月10日在泰国第7电视台播出。2013年12月22日起，通过央视电视剧频道的海外剧场播出。

## 演员阵容

### 2012年版
- 翁莎功·波拉玛塔功 饰演 坤柴（Khun Chai / M.R. Thitirat Kamales）
- 黛薇卡·霍内 饰演 迪恩拉姆（Maya Rasamee / Duenram）
- 曼塔纳·西玛通甘 饰演 詹德拉，拉姆的继母
- 布恩通·潘托通 饰演 楚迪玛，詹德拉和查姆尼的女儿
- Naam 饰演 佩恩，詹德拉和阿曼的女儿
- 坎雅·拉坦娜佩琦 饰演 卡伊，坤柴的前女友
- 托侬·旺本恩 饰演 汤姆，拉姆的表哥
- 安德鲁·克罗宁 饰演 圣查